# 治良門橋站

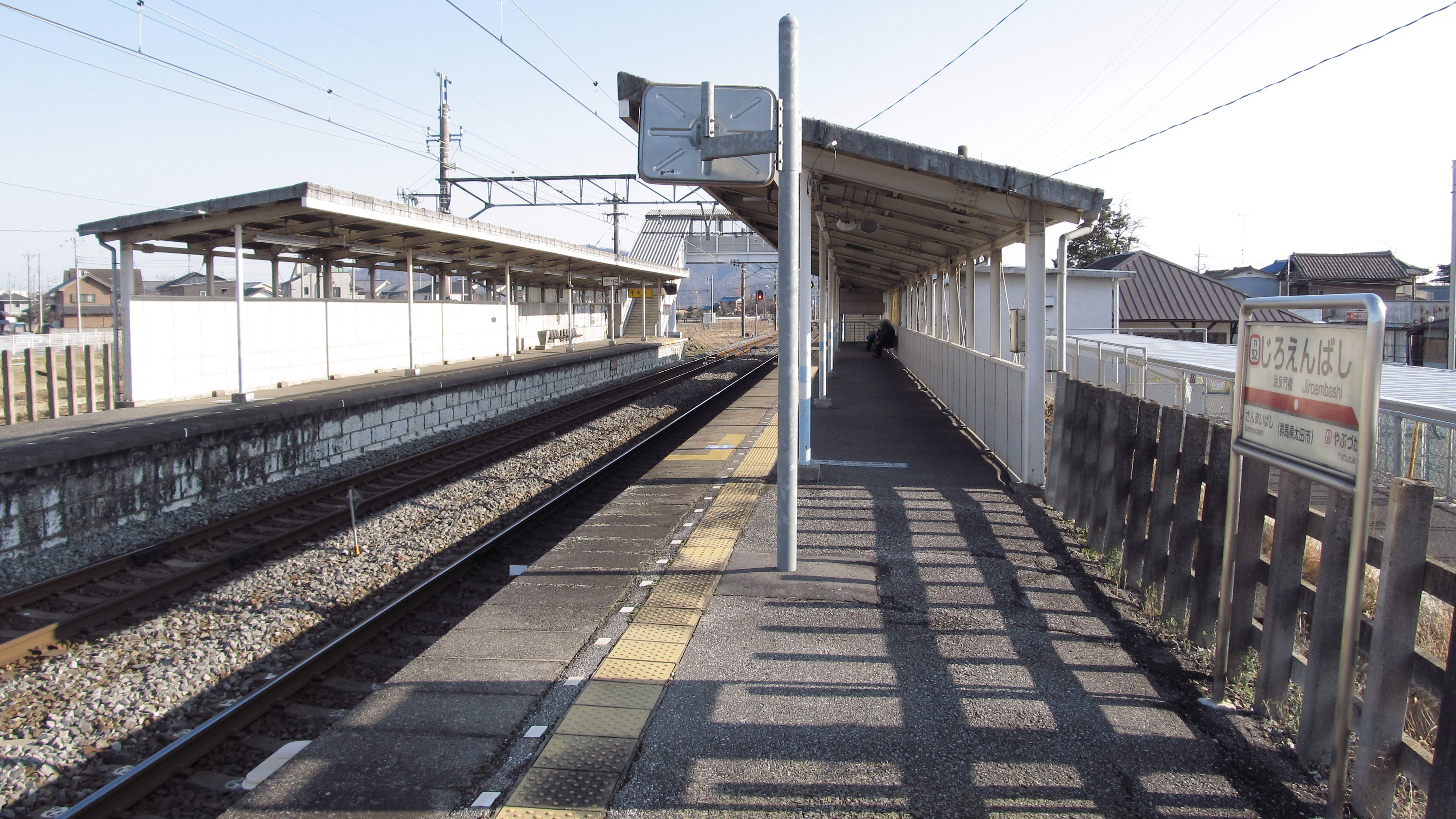
月台（2014年12月）

治良門橋站（日语：／ Jiroenbashi eki */?）是位於日本群馬縣太田市，屬於東武鐵道桐生線的鐵路車站。車站編號TI 52。

## 構造
本站是側式月台2面2線的地面車站。站房坐落在赤城方向月台側，並透過天橋通往太田方向的月台。本站自2012年（平成24年）10月起停止在早晨夜間配置站員，該時段乘車須在上下車站證明書發行機取得上下車站證明書，並且至下車站進行車資精算。

### 月台編制
| 月台 | 路線   | 方向 | 目的地           |
| ---- | ------ | ---- | ---------------- |
| 1    | 桐生線 | 下行 | 新桐生、赤城方向 |
| 2    | 桐生線 | 上行 | 太田方向         |

## 使用情況
2016年（平成28年）度1日平均上下車人次為607人。
近年一日平均上下車人次變化如下表。
| 年度               | 一日平均上下車人次 |
| ------------------ | ------------------ |
| 2003年（平成15年） | 849                |
| 2004年（平成16年） | 814                |
| 2005年（平成17年） | 779                |
| 2006年（平成18年） | 770                |
| 2007年（平成19年） | 753                |
| 2008年（平成20年） | 717                |
| 2009年（平成21年） | 743                |
| 2010年（平成22年） | 762                |
| 2011年（平成23年） | 709                |
| 2012年（平成24年） | 678                |
| 2013年（平成25年） | 659                |
| 2014年（平成26年） | 632                |
| 2015年（平成27年） | 642                |
| 2016年（平成28年） | 607                |

## 周邊
- 太田市役所強戶行政中心
- 太田市北部運動公園
- 太田市立強戶小學校（日语：太田市立強戸小学校）
- 太田市立強戶中學校（日语：太田市立強戸中学校）
- 強戶郵便局
- 群馬銀行強戶支店
- 群馬縣道78號太田大間間線（日语：群馬県道78号太田大間々線）
- 太田強戶停車區（步行約20分）

## 名稱由來
江戶時代天笠治良右衛門（あまがさじろえもん）在新田堀用水架設石橋。該橋稱作治良門橋。

## 相鄰車站
東武鐵道
 桐生線
三枚橋（TI 51）－治良門橋（TI 52）－藪塚（TI 53）

## 外部連結
- 治良門橋（車站資訊） - 東武鐵道（日語）